# Лесное (Лебединский район)
Лесное (укр. Лісне) — село,
Великовысторопский сельский совет,
Лебединский район,
Сумская область,
Украина.
Село ликвидировано в 1988 году .

## Географическое положение
Село Лесное находится в урочище Лесное на расстоянии в 3 км от посёлка Зализничное.
К селу примыкают лесные массивы (дуб).

## История
- 1988 — село ликвидировано [1].